# 濒海战斗舰
濱海戰鬥艦（Littoral Combat Ship）又稱近岸戰鬥艦，是美國海軍下一代水面戰艦的第一種設計。作為濱海區域（靠近海岸）作戰的相對小型水面船隻，LCS比海軍的飛彈驅逐艦更小，與國際上所指的巡防艦或護衛艦相仿。然而，LCS還具有小型攻擊運輸艦的能力，具有可操作兩架SH-60海鷹直升機（SH-60 Seahawk）的飛行甲板和機庫，還有從船尾回收和釋放小艇的能力，以及足夠大的貨運量來運輸一支小型攻擊部隊、裝甲車、和碼頭接駁器。LCS的標準武裝是一門Mk 110 57公釐舰炮，並可依照不同任務套件選用超視距發射系統（Non-Line-of-Sight Launch System）或Mk 54型魚雷及其他武裝。它還能搭載無人空中、水面和水下載具。LCS強調速度、可根據戰鬥任務類型靈活調整的模組空間和較淺的吃水。
時任美國海軍部長烏利希 (梅克倫堡公爵) 描述 LCS 的概念是“建立一个小型、快速、可操作、相对便宜的 DD(X) 家族成员。”它易于根据不同的作战角色而重新配置，包括反潜、反水雷、反水面舰艇、情报、监控和侦察，国土防御、海上拦截、特种作战、后勤保障。LCS得益于模組化设计，能替代更慢、更特制的舰艇如扫雷艇和攻击艇。
獨立號僅服役11年，距離LCS可用年限25年還有一段距離，不過因為預算受到壓縮、升級不符成本以及性能不符未來戰爭所需的狀況下，「獨立號」於2021年7月29日舉行退役典禮，31日正式除役，而「自由號」於9月29日舉行退役典禮，兩艦退役後封存於後備役艦隊。

## 研發和撥款
洛克希德馬丁、通用动力、和雷神公司於2004年提交初步设计給海军。之後決定各建造两艘第0批次（Flight 0）的洛克希德马丁设计（LCS-1和LCS-3）和通用动力设计（LCS-2和LCS-4）。在这些艦艇被带进服役、和累計可用性和效率的经验後，將決定未來第1批次（Flight 1）的設計。这可能是决定使用這兩種設計其中之一、或结合各項特色的新設計、或建造一個混合這兩種設計的艦隊。目前，海军计划建造55艘这些船只。
2005年5月9日，美国海军部长戈登·英格兰宣布，洛克希德馬丁設計的首艘濒海战斗舰LCS-1將命名为自由号(USS Freedom)。她於2005年6月2日在威斯康辛州馬林內特海事造船廠放置龙骨，於2006年9月23日在馬林內特海事造船廠舉行下水命名典禮。 
第二艘濱海戰鬥艦LCS-2独立号(USS Independence)是通用动力設計的三体船，她於2006年1月19日在阿拉巴马州美國Austral船廠放置龍骨，於2008年4月30日下水。
美国海军為了控制建造費用，在與洛克希德马丁公司談判失敗後，於2007年4月12日取消了與LCS-1同設計的LCS-3建造合約。第二艘通用动力設計的LCS-4的建造合約也於2007年11月1日被取消，原因是類似於LCS-1的費用超支。為了挽救濱海戰鬥艦這個計畫，和有效的控制成本，海军提出一个全新的竞标过程，未来的三艘濱海戰鬥艦合約，優勝者將建造两艘船而输家只有一艘。
2009年3月，美國海軍與洛克希德馬丁重新訂定了LCS-3的建造合約，並命名為沃德堡號（USS Fort Worth，LCS-3）。同年5月，海軍也與通用動力重新訂定了LCS-4的建造合約，LCS-4被命名為科納多號（USS Coronado, LCS-4）。
2010年美國海軍改變了之前只採購其中一種設計的計劃，11月向國會提出兩種設計各建造10艘的方案，原因是海軍已經為這兩種設計投入研發經費，同時建造兩種設計並不會增加預算，並可以增快LCS的服役速度。12月29日，國會批准海軍的計劃，2011至2015年間兩家船廠每年將各建造兩艘濱海戰鬥艦，平均每艘將花費4.2—4.3億美元，符合國會的價格要求。

## 設計特色
LCS要求「速度快、可在濱海與淺海域作戰」，因此不論自由級或獨立級皆為吃水淺的設計，船身大幅採用鋁等材料構成的輕量化船體，但這也使此艦種對海象抗性差，天候不佳時晃動嚴重易妨礙任務。為實現高速化，兩款LCS皆改用喷水推进器取代傳統的螺旋槳做推進器，使得LCS可形容一輛巨大的水上摩托車，由於噴水推進器可改變向量推進極為靈活，LCS不需拖船可靠自身迅速完成進出港作業，儘管兩艦裝備一樣數量的噴水推進器，獨立級還採用穩定性極佳的三體船，然而因為配置引擎動力不同，自由級最高航速還比獨立級略快3節。
LCS外型皆有採用低可偵測性技術設計，降低雷達偵蒐對其造成的威脅。為了對應多種任務需求，自由級與獨立級不僅皆有完備的飛行甲板和機庫可替艦載直升機整備並改裝各種所需裝備，艦尾還設有小型的井圍甲板，可供小艇或水上裝備進出。
LCS架構分為兩種單元：核心系統為基本單元，包括艦體載台、動力與航行操作系統以及其他必備的基礎系統等。任務套件能根據不同任務需要組裝、搭配不同的武器模塊系統並實現“即插即用”。目前LCS規劃了三種任務套件，包括水雷作戰，反潛，及水面作戰。
反潛模組：用於反潛作戰，包括一架配備吊放聲納、聲納浮標和魚雷的MH-60R型反潛直升機，此外，艦上亦配備3架MQ-8B。艦載裝備則包括一套輕量化主動式寬頻變深聲納（LBVDS）、一具AN/SQR-20多功能拖曳陣列聲納（MFTA），其中LBVDS與MFTA能夠成一套完整的主/被動拖曳陣列聲納系統。
水面作戰模組：主要為對付近海或沿岸水面艦艇特別是高速密集小艇。其配置包括一架安裝有光電/紅外傳感器和地獄火反戰車飛彈、機槍、火箭的MH-60R直升機。艦上搭載的無人飛機MQ-8B和無人水面航行器也將配備光電/紅外傳感器和武器。至於LCS船艦本身搭載的武裝，包括兩套擁有穩定基座的MK-44 30mm遙控機砲模組、三組非視線火力投射系統(Non-Line-of-Sight Launch System，NLOS-LS)的15聯裝發射器（共45枚），以及2組非致命武器套件，用來對付迫近的敵方高速快艇。
水雷作戰模組：執行反水雷作戰，包括一架配備一系列水雷偵測、反制載具的MH-60S武士鷹多用途直昇機，3架垂直起降無人載具MQ-8B。此外，艦上亦配備無人水面航行器(USV)、WLD-1遙控獵雷系統(RMS)、戰場預置獨立水下載具(BPAUV)和REMUS無人水下航行器(UUV)。

## 外銷
墨西哥、沙烏地阿拉伯、以色列對LCS都保持高度興趣，惟以色列因價格高漲而放棄此一計畫。
中華民國海軍也對LCS展開評估，用以取代老化的諾克斯級巡防艦。但軍方積極研發類LCS船艦迅海艦，沱江級巡邏艦首艦沱江號巡邏艦(PGG-618)已於2015年3月下水服役。
根據日本產經新聞報導，日本政府2011年開始與美國政府接觸，商議共同開發的可能，且美國政府已基本同意。日本防衛省技術研究本部將負責新戰艦開發。防衛省已在2013年度預算中，編列7億日圓的初步研究經費。根據計畫，在2015年前將研製出5公尺大的模型艦，在此後兩年間，再研製相應的艦艇材料和相關武器裝備，預估2035年前後製作出實體戰艦。

## 退役
2023年6月美國眾議院軍事委員會放行了海軍退役自由級的提案，原因是濱海戰鬥艦項目已經不符合美國現行的軍事戰略，同時其研發已經嚴重超支並陷入停滯，海軍未能解決濱海戰鬥艦內部模組的諸多問題。而海軍也提案計畫將濱海戰鬥艦轉移給其他盟邦。

## 備註
1. ↑  . 自由時報電子報. 2021年8月3日  [2021年8月8日]. （原始内容存档于2021年8月8日）.
2. ↑  . Defense Visual Information Distribution Service.   [2023-07-02]. （原始内容存档于2021-09-30）.
3. ↑   (新闻稿). Washington Post. 2007-04-13  [2007-07-22]. （原始内容存档于2008-05-15）.
4. ↑   (新闻稿). 2007-11-01  [2007-11-01]. （原始内容存档于2007-11-04）.
5. ↑   (新闻稿). Washington Post. 2008-04-03  [2008-04-30]. （原始内容存档于2012-11-04）.

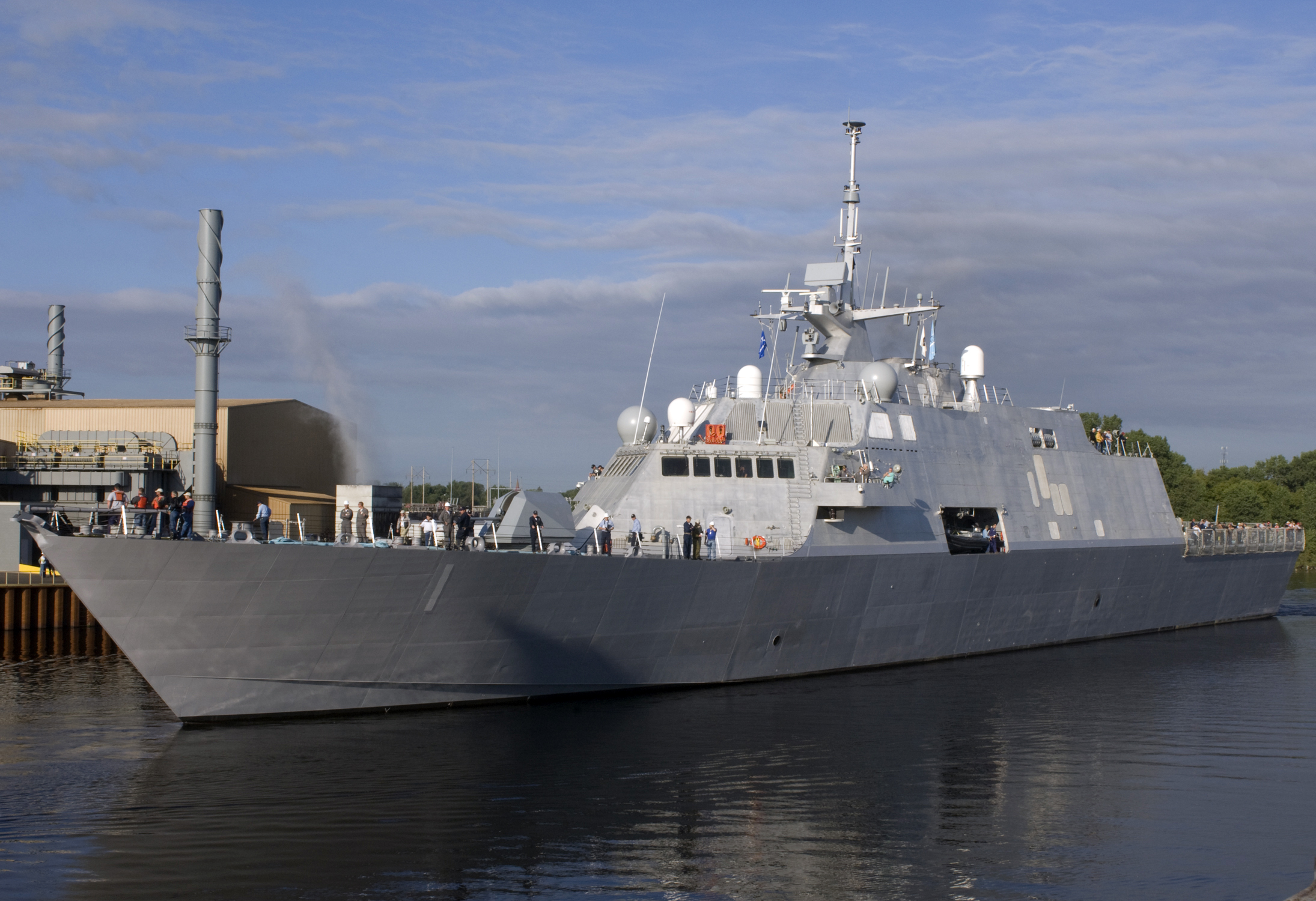
自由級自由艦（USS Freedom, LCS-1）

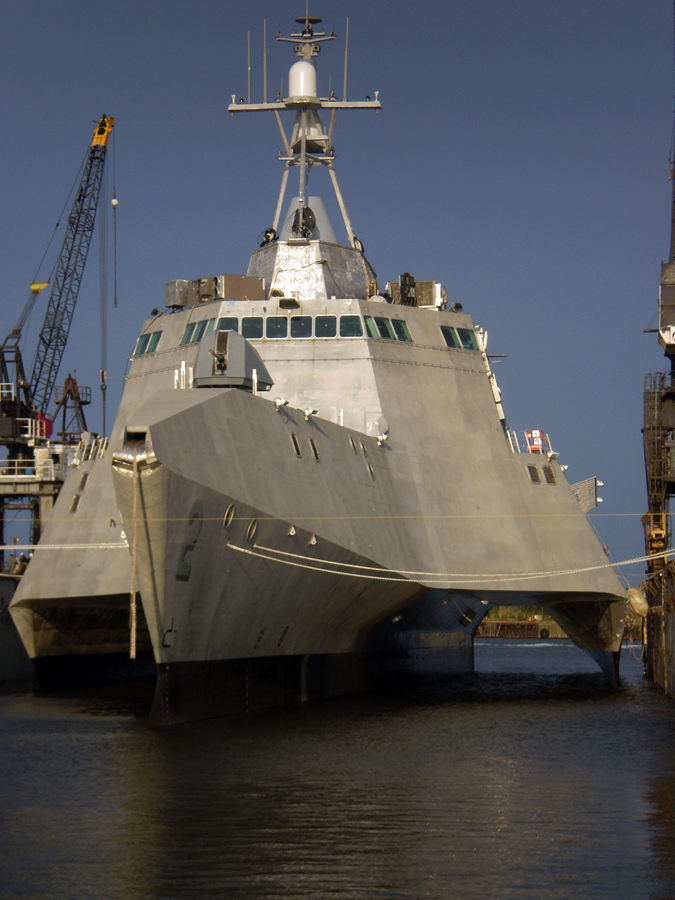
獨立級獨立艦（USS Independence, LCS-2）

6. ↑  Sessions, Jeff "Sessions comments today regarding the Navy's proposal to purchase additional Littoral Combat Ship" （页面存档备份，存于） Office of Jeff Sessions, 3 November 2010
7. 1 2  自由時報電子報. . 自由時報電子報.   [2023-06-14]. （原始内容存档于2023-07-07） （英语）.
8. ↑  . Yahoo News. 2023-04-27  [2023-07-02]. （原始内容存档于2023-07-02） （中文（臺灣））.
9. ↑  .   [2011-10-12]. （原始内容存档于2012-04-06）.
10. ↑  .   [2011-10-12]. （原始内容存档于2011-12-13）.
11. ↑  . Youtube.   [2021-09-10]. （原始内容存档于2021-09-10）.
12. ↑  .   [2020-07-27]. （原始内容存档于2020-07-27）.